# Pietro Pacini
Pietro Pacini fue un editor  italiano nacido en Pescia en 1440 y fallecido en Florencia en 1513.

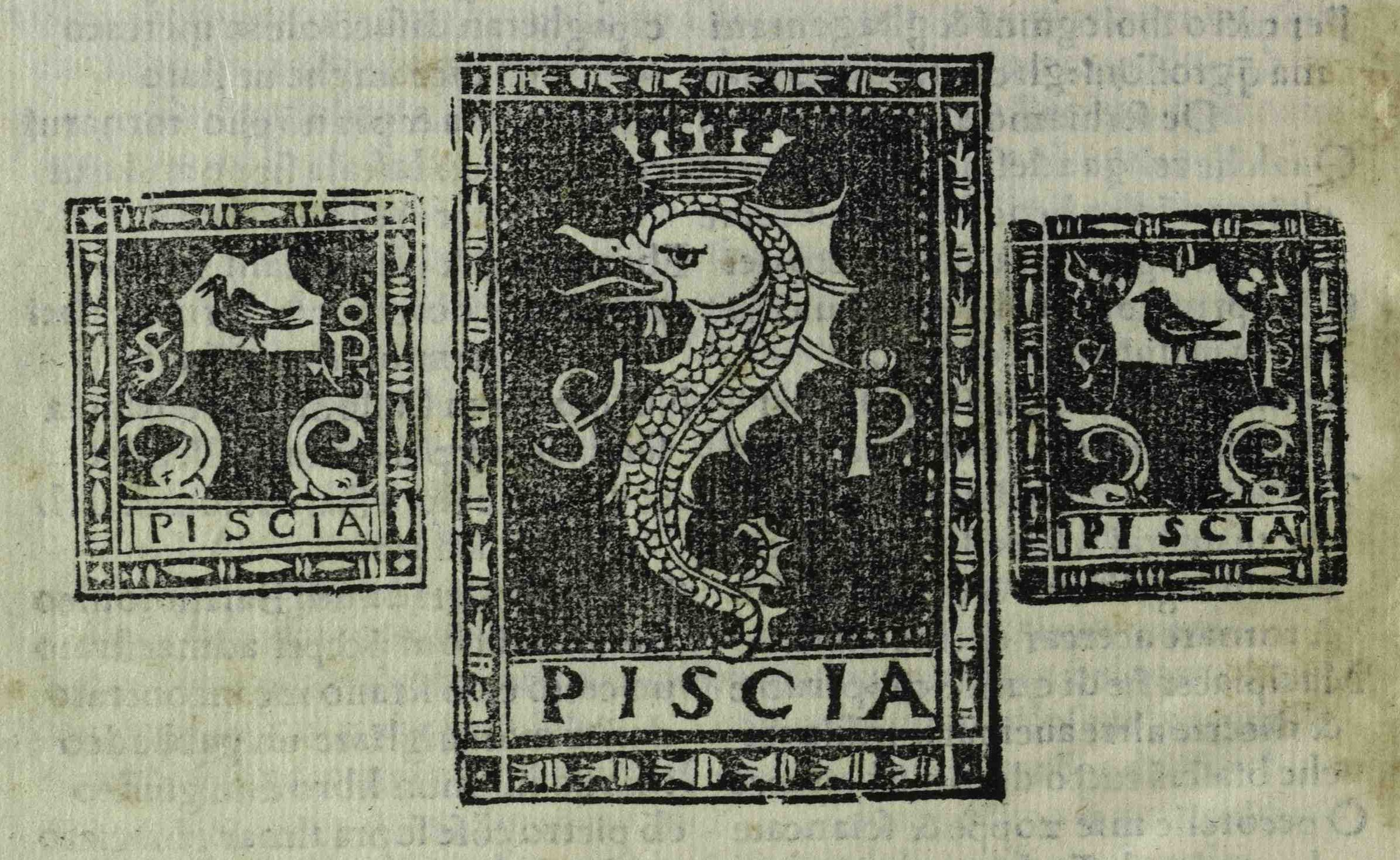
Marca de Pacini (BEIC)

Considerado uno de los primeros editores modernos (en cuanto que, a diferencia de los anteriores tipógrafos-editores, carecía de una imprenta propia) los libros de Pedro Pacini se caracterizan por la riqueza y precisión de las ilustraciones y por el uso casi exclusivo de la lengua vernácula . Entre las obras más significativas publicadas por él están Lettera delle isole nuovamente ritrovate del navegante florentino Américo Vespucio y I Trionfi de Petrarca. 
También fue de los primeros en utilizar la marca tipográfica como logotipo de la editorial, utilizando a veces un delfín coronado y otras un cuervo, en ambos casos con la palabra "Piscia" al pie.